# Swetlana Wladimirowna Bogdanowa
Swetlana Wladimirowna Bogdanowa (russisch Светлана Владимировна Богданова; * 12. Juli 1964 in Swerdlowsk, Sowjetunion) ist eine ehemalige sowjetische und russische Handballspielerin.

## Karriere
Bogdanowa spielte in den 1980er Jahren für die Mannschaft der Staatlichen Technischen Universität des Uralgebiets in Swerdlowsk.
1990 wurde Bogdanowa mit dem sowjetischen Team Weltmeisterin durch einen 24:22-Sieg im Finale gegen Jugoslawien.
Bei den Olympischen Spielen 1992 in Barcelona belegte Bogdanowa mit dem Vereinten Team der Gemeinschaft Unabhängiger Staaten aus den ehemaligen Sowjetrepubliken den dritten Platz.
1996 ging Bogdanowa nach Spanien, wo sie mit dem Verein Milar L’Eliana 1997 die EHF Champions League und die EHF Champions Trophy gewann. Mit dem Verein El Ferrobus Mislata gewann sie 2000 den EHF-Cup.
2001 erhielt Bogdanowa die Einladung, Torhüterin der russischen Frauen-Handballnationalmannschaft zu werden. Dabei wurde sie erneut Weltmeisterin, diesmal mit dem russischen Team nach einem 30:25-Sieg im Finale gegen Norwegen.
2006 beendete die beste Jekaterinburger Handballerin ihre sportliche Karriere.

## Auszeichnungen
- 1992:  Verdienter Meister des Sports[9]